# Wahlenbergia subumbellata
Wahlenbergia subumbellata là loài thực vật có hoa trong họ Hoa chuông. Loài này được Markgr. miêu tả khoa học đầu tiên năm 1942.